# Al-Uwayr
Oyur (tiếng Ả Rập: العيور) là một ngôi làng Syria nằm ở phó huyện Salamiyah thuộc huyện Salamiyah, Hama. Theo Cục Thống kê Trung ương Syria (CBS), Oyur có dân số 843 trong cuộc điều tra dân số năm 2004.